# 卡尼亚诺阿米泰尔诺
卡尼亚诺阿米泰尔诺（義大利語：Cagnano Amiterno），是意大利阿奎拉省的一个市镇。总面积60.12平方公里，人口1411人，人口密度23.5人/平方公里（2009年）。ISTAT代码为066013。